# Ким Со Хи (шорт-трекистка)
Ким Со Хи (кор. 김소희; род. 16 сентября 1976 года, род. в Тэгу, провинция Кёнсан-Пукто) — корейская шорт-трекистка. Участница Зимних Олимпийских игр 1992 года. Олимпийская чемпионка 1994 года, абсолютная чемпионка мира 1992 года.

## Биография
Ким Со Хи начала кататься на роликах на 2-м курсе начальной школы Намдо в Тэгу, и перешла на шорт-трек в возрасте 6 лет. В первый год обучения в средней школе она вошла в состав национальной сборной и в феврале 1990 года на зимних Азиатских играх в Саппоро стала чемпионкой в беге на 1500 метров. В феврале 1992 года участвовала в зимних Олимпийских игр в Альбервилле, и была только девятой на 500 метров.
В марте на командном чемпионате мира в Минамимаки выиграла в женской команде золотую медаль, а в апреле, будучи первокурсницей в средней школе Чонхва ворвалась в элиту шорт-трека, уверенно и красиво выиграла чемпионат мира в Денвере, в общем зачёте. Она заняла 2 место на дистанции 500 метров, проиграла только Ли Янь сильнейшей на тот момент спортсменке Китая, взяла золото на 1500 метров.
Ким стала первой южнокорейской спортсменкой, которая выиграла мировой чемпионат в общем зачёте. В том же году на чемпионате мира в Пекине Ким помогла своей команде в эстафете, где они заняли третье место.В 1994 году на Олимпийских играх в Лиллехаммере Ким заняла третье место на дистанции 1000 метров и выиграла золотую медаль в эстафете.
На чемпионате мира в Гилфорде выиграла на 1500 метров, была второй на 1000 метров и в общем зачёте также взяла второе место. На следующем чемпионате мира в Йевике она была третьей на дистанции 1000 метров и второй на 1500 метров. В 1997 году Ким принимала участие в Зимней Универсиаде, где заняла первое место на 1000 метров. После этого турнира она ушла из спорта из-за хронических травм спины и частых вспышек гастрита и анемии.
После карьеры Ким окончила Университет Кемён и в 2001 году уехала в США, где училась в Университете Западного Иллинойса в Чикаго в течение 3-х лет. После получения степени магистра спортивного маркетинга вернулась в Корею. В 2003 году она была избрана членом комитета по связям с общественностью заявочного комитета Зимних Олимпийских игр в Пхенчхане.
В конце 2003 года была назначена тренером национальной сборной и внесла свой вклад в общую победу корейской сборной на 1-м и 2-м этапах Кубка мира, проходивших в Китае в том же году. Однако 3 ноября 2004 г. шесть игроков женской национальной сборной, в том числе Чхве Ын Гён, Ё Су Ён, Пён Чхон Са, Ко Ги Хён, Кан Юн Ми и Чин Сон Ю, были недовольны действиями тренера. Методы принудительного руководства, такие как вмешательство в их частную жизнь и привычные избиения.
Уйдя без разрешения, они вернулись через день по уговорам Федерации конькобежного спорта Кореи. Федерация приняла заявление об отставке, поданное тренерами, участвовавшими в обычном деле об избиении 11 ноября, и 7 вице-президентов также подали в отставку. После этого федерация отозвала женскую сборную из Атлетической деревни, а также приостановила участие в 3-м и 4-м этапах Кубках мира. После этого инцидента Ким не участвовала в практическом руководстве и работала только в качестве исследователя.
В декабре 2007 года в районе Чунку города Пусан вышла замуж за Чжэ Вон Ли, который работал в Корейской спортивной ассоциации.  Она получила докторскую степень в Сеульском национальном университете в 2012 году.
В феврале 2014 года была выбрана в качестве комментатора шорт-трека на шорт-треке MBC перед Зимними Олимпийскими играми в Сочи. Профессор Ким Со Хи работала на факультете физического воспитания Университета Донгян. В марте 2017 назначена членом женского комитета Корейской спортивной ассоциации и в июне 2018 года была избрана техническим членом Международной федерации конькобежного спорта (ISU). В настоящее время она работает старшим научным сотрудником Исследовательского института спортивной индустрии Сеульского национального университета, членом Олимпийского совета Азии.